# 礼贤镇
礼贤镇是中国北京市大兴区下辖的一个镇，位于大兴区南部。北京大兴国际机场位于该镇南部与榆垡镇和廊坊市广阳区九州镇交界处。

## 历史
2000年，原大辛庄乡并入礼贤镇。
为兴建大兴国际机场，礼贤镇、榆垡镇在42天内共拆迁13个村7005户超过两万村民。其后，兴建机场高速、治理噪声区过程中，礼贤镇又搬迁了8个村超过5,500村民。

## 行政区划
礼贤镇下辖45个村委会：东郏河、西郏河、前杨各庄、后杨各庄、伍各庄、东白疃、西白疃、礼贤一、礼贤二、礼贤三、小刘各庄、昕升、小马坊、大马坊、龙头、柏树庄、内官庄、董各庄、辛家安、东安、东黄垡、东段家务、西段家务、紫各庄、贺南、贺北、宏升、佃子、石柱子、东梁各庄、西梁各庄、赵家营、平地、孙家营、王化庄、荆家务、李各庄、黎明、中心、王庄、西里河、苑南、祁各庄、田营、河北头。